# Championnat NCAA de football américain 2018
Navigation
Édition précédente Édition suivante
Le Championnat NCAA de football américain 2018 est la saison 2018 du championnat de football américain universitaire de Division I (FBS) organisé par la NCAA aux États-Unis. Il rassemblera 129 équipes et débutera le 30 août 2018. La saison régulière se terminera le 8 décembre 2018.
La saison se terminera le 7 janvier 2019 par la finale nationale (College Football Championship Game 2019) qui se déroulera au Levi's Stadium de Santa Clara en Californie. Les deux finalistes seront issus du tournoi réunissant les 4 meilleures équipes de la saison, celles-ci étant désignées par le Comité du College Football Playoff.

## Changements

### Changements dans les conférences
| Équipe                  | Ancienne conférence | Nouvelle conférence |
| ----------------------- | ------------------- | ------------------- |
| Idaho Vandals           | Sun Belt            | Big Sky (FCS)       |
| New Mexico State Aggies | Sun Belt            | Indépendants        |
| Liberty Flames          | Big South (FCS)     | Indépendants        |

1. ↑  Équipe en transition de la FCS vers la FBS et qui sera inéligible pour un bowl pendant 2 ans.

### Nouveaux stades et rénovations
- Arizona State a terminé la quatrième phase de rénovation de son Sun Devil Stadium. Les 4e et 5e phases sont impliquent la reconstruction du côté est. La capacité est passée de 71 706 (avant rénovation) à 55 000 places actuelles[1].
- Arkansas a commencé l'extension de la zone nord de son Donald W. Reynolds Razorback Stadium, les travaux étant estimés à 160 millions de $. Ces travaux ont permis d'ajouter 4 800 sièges derrière la end-zone nord, portant la capacité totale du stade à 80 080 places.
- Georgia a commencé les travaux dans la end-zone ouest du Sanford Stadium (coût de 63 millions de $ tout en transférant les vestiaires du côté Est vers le côté Ouest. Une nouvelle plaza et un pavillon dédié au recrutement ont également été ajoutés. Ces travaux ont augmenté la capacité du stade de 500 sièges.
- Indiana a commencé la construction d'un nouveau complexe situé vers la end-zone côté sud du Memorial Stadium (Indiana) (en) (coût de 50 millions de $). Le projet inclut une nouvelle installation de réadaptation et de traitement des athlètes, des équipements supplémentaires, une terrasse extérieure sur le toit de la structure, et un espace vert en forme de place à l'extrémité sud du stade. Un nouvel écran de 42 x 91,3 ft (13 x 28 m) y a également été installé.
- Iowa reconstruit actuellement la partie nord du Kinnick Stadium. Les améliorations d'un coût de 89,9 millions de $ impliquent l'apparition de loges, de sièges d'affaires et d'un nouvel écran. Même si quelques sièges ont été opérationnels pour la saison 2018, la fin des travaux est prévu pour 2019.
- Liberty terminera l'extension du Williams Stadium pendant la saison 2018. Sa capacité a été portée de 19 200 à 25 000 places avant le début de la saison. Le centre de presse sera terminé pour la mi-saison 2018[2].
- Louisville a commencé l'agrandissement (+ 10 000 places) du Cardinal Stadium (anciennement dénommé Papa John's Cardinal Stadium), et plus spécifiquement le côté nord de la zone d'en-but ce qui portera la capacité du stade à 61 000 places[3]. Deux nouveaux écrans vidéos seront également installés[4].

#### Stades renommés
- Colorado State annonce le 19 avril 2018 que l'institution financière Public Service Credit Union a paiera la somme de 37,7 millions de $ en 15 ans pour que son nom apparaisse dans celui du stade. Le nouveau nom du stade ne sera pas révélé de suite parce que la société PSCU était elle-même dans un processus de changement de son nom. Ce contrat de modifie pas le nom du terrain lequel continue de porte le nom de l'ancien entraîneur principal des Rams Sonny Lubick (en)[5]. Le 5 juin, la société PSCU annonce qu'elle porte dorénavant le nom de Canvas Credit Union et que le nom du stade sera le Canvas Stadium (en) (au lieu de Colorado State Stadium)[6].
- Kansas rebaptise son stade David Booth Kansas Memorial Stadium en l'honneur du bienfaiteur David G. Booth (en) celui-ci ayant versé 50 millions de $ à l'université pour les rénovations du stade[7].
- Comme indiqué ci-dessus, le stade de Louisville est rebaptisé Cardinal Stadium en lieu et place du Papa John's Cardinal Stadium  à la suite de la polémique en cause du fondateur de la société Papa John's Pizza, John Schnatter[8].

### Ouverture de la saison
Quatre matchs seront joués le samedi 25 août constituant la semaine dite zéro : Duquesne se déplacera à UMass, Prairie View A&M à Rice, Wyoming à New Mexico State et Lehigh à la Navy.
Neuf matchs seront joués le 10 août pour ouvrir la saison en semaine 1.

## Résultats de la saison régulière
| Sigle | Signification                                                                                  |
| ----- | ---------------------------------------------------------------------------------------------- |
| §     | Co-champions de Conference                                                                     |
| ^     | Participant au College Football Playoff                                                        |
| †     | Champion de Conférence                                                                         |
| x     | Champion/co-champions de Division                                                              |
| ≈     | Inéligible pour un bowl d'après-saison à cause des règles de transition entre FCS et FBS       |
| ≈≈    | Inéligible pour un bowl d'après-saison à cause de sanctions (Academic Progress Rate Penalties) |

### Classements des conférences
| American Athletic Conference                                |        |               |      |      |       |       |
| Équipe                                                      | Équipe | Équipe        | Conf | Conf | Total | Total |
| Équipe                                                      | Équipe | Équipe        | V    | D    | V     | D     |
| East                                                        |        |               |      |      |       |       |
| #7                                                          | x§     | UCF           | 8    | 0    | 12    | 0     |
|                                                             |        | Temple        | 7    | 1    | 8     | 4     |
|                                                             |        | Cincinnati    | 6    | 2    | 10    | 2     |
|                                                             |        | South Florida | 3    | 5    | 7     | 8     |
|                                                             |        | East Carolina | 1    | 7    | 3     | 8     |
|                                                             |        | Connecticut   | 0    | 8    | 1     | 11    |
| West                                                        |        |               |      |      |       |       |
|                                                             | xy     | Memphis       | 5    | 3    | 8     | 5     |
|                                                             | x      | Houston       | 5    | 3    | 8     | 4     |
|                                                             | x      | Tulane        | 5    | 3    | 6     | 6     |
|                                                             |        | SMU           | 4    | 4    | 5     | 7     |
|                                                             |        | Navy          | 2    | 6    | 3     | 10    |
|                                                             |        | Tulsa         | 2    | 6    | 3     | 9     |
| Finale de Conférence le 1er déc. 2018 : UCF 56 - 41 Memphis |        |               |      |      |       |       |

| Atlantic Coast Conference                                        |        |                      |      |      |       |       |
| Équipe                                                           | Équipe | Équipe               | Conf | Conf | Total | Total |
| Équipe                                                           | Équipe | Équipe               | V    | D    | V     | D     |
| Atlantic                                                         |        |                      |      |      |       |       |
| # 2                                                              | xy     | Clemson              | 8    | 0    | 13    | 0     |
| #17                                                              |        | Syracuse             | 6    | 2    | 9     | 3     |
|                                                                  |        | North Carolina State | 5    | 3    | 9     | 3     |
|                                                                  |        | Boston College       | 4    | 4    | 7     | 5     |
|                                                                  |        | Wake Forest          | 3    | 5    | 6     | 6     |
|                                                                  |        | Florida State        | 3    | 5    | 5     | 7     |
|                                                                  |        | Louisville           | 0    | 8    | 2     | 10    |
| Coastal                                                          |        |                      |      |      |       |       |
|                                                                  | xy     | Pittsburgh           | 6    | 2    | 7     | 6     |
|                                                                  |        | Georgia Tech         | 5    | 3    | 7     | 5     |
|                                                                  |        | Miami (FL)           | 4    | 4    | 7     | 5     |
|                                                                  |        | Virginia             | 4    | 4    | 7     | 5     |
|                                                                  |        | Virginia Tech        | 4    | 4    | 6     | 6     |
|                                                                  |        | Duke                 | 3    | 5    | 7     | 5     |
|                                                                  |        | North Carolina       | 1    | 7    | 2     | 9     |
| Finale de Conférence le 1er déc. 2018 Clemson 42 - 10 Pittsburgh |        |                      |      |      |       |       |

| Big Ten Conference                                                    |        |                |      |      |       |       |
| Équipe                                                                | Équipe | Équipe         | Conf | Conf | Total | Total |
| Équipe                                                                | Équipe | Équipe         | V    | D    | V     | D     |
| East                                                                  |        |                |      |      |       |       |
| #5                                                                    | xy     | Ohio State     | 8    | 1    | 12    | 1     |
| #8                                                                    | x      | Michigan       | 8    | 1    | 10    | 2     |
| #13                                                                   |        | Penn State     | 6    | 3    | 9     | 3     |
|                                                                       |        | Michigan State | 5    | 4    | 7     | 5     |
|                                                                       |        | Maryland       | 3    | 6    | 5     | 7     |
|                                                                       |        | Indiana        | 2    | 7    | 5     | 7     |
|                                                                       |        | Rutgers        | 0    | 9    | 1     | 11    |
| West                                                                  |        |                |      |      |       |       |
|                                                                       | xy     | Northwestern   | 8    | 1    | 8     | 5     |
|                                                                       |        | Wisconsin      | 5    | 4    | 7     | 5     |
|                                                                       |        | Purdue         | 5    | 4    | 6     | 6     |
|                                                                       |        | Iowa           | 5    | 4    | 8     | 4     |
|                                                                       |        | Nebraska       | 3    | 6    | 4     | 8     |
|                                                                       |        | Minnesota      | 3    | 6    | 6     | 6     |
|                                                                       |        | Illinois       | 2    | 7    | 4     | 8     |
| Finale de Conférence le 1er déc. 2018 Northwestern 24 - 45 Ohio State |        |                |      |      |       |       |

| Big 12 Conference                                              |        |                |      |      |       |       |
| Équipe                                                         | Équipe | Équipe         | Conf | Conf | Total | Total |
| Équipe                                                         | Équipe | Équipe         | V    | D    | V     | D     |
| #4                                                             | y§^    | Oklahoma       | 8    | 1    | 12    | 1     |
| #14                                                            | y      | Texas          | 7    | 2    | 9     | 4     |
| #25                                                            |        | Iowa State     | 6    | 3    | 8     | 4     |
| #15                                                            |        | West Virginia  | 6    | 3    | 8     | 3     |
|                                                                |        | TCU            | 4    | 5    | 6     | 6     |
|                                                                |        | Baylor         | 4    | 5    | 6     | 6     |
|                                                                |        | Kansas State   | 3    | 6    | 5     | 7     |
|                                                                |        | Texas Tech     | 3    | 6    | 5     | 7     |
|                                                                |        | Oklahoma State | 3    | 6    | 6     | 6     |
|                                                                |        | Kansas         | 1    | 8    | 3     | 9     |
| Finale de Conférence le 1er déc. 2018 : Oklahoma 39 - 27 Texas |        |                |      |      |       |       |

| Conference USA                                                       |        |                  |      |      |       |       |
| Équipe                                                               | Équipe | Équipe           | Conf | Conf | Total | Total |
| Équipe                                                               | Équipe | Équipe           | V    | D    | V     | D     |
| East                                                                 |        |                  |      |      |       |       |
|                                                                      | x      | Middle Tennessee | 7    | 1    | 8     | 5     |
|                                                                      |        | Marshall         | 6    | 2    | 8     | 4     |
|                                                                      |        | FIU              | 6    | 2    | 8     | 4     |
|                                                                      |        | Charlotte        | 4    | 4    | 5     | 7     |
|                                                                      |        | Florida Atlantic | 3    | 5    | 5     | 7     |
|                                                                      |        | Old Dominium     | 2    | 6    | 4     | 8     |
|                                                                      |        | Western Kentucky | 2    | 6    | 3     | 9     |
| West                                                                 |        |                  |      |      |       |       |
|                                                                      | x§     | UAB              | 7    | 1    | 10    | 3     |
|                                                                      |        | North Texas      | 5    | 3    | 9     | 3     |
|                                                                      |        | Louisiana Tech   | 5    | 3    | 7     | 5     |
|                                                                      |        | Southern Miss    | 5    | 3    | 6     | 5     |
|                                                                      |        | UTSA             | 2    | 6    | 3     | 9     |
|                                                                      |        | UTEP             | 1    | 7    | 1     | 11    |
|                                                                      |        | Rice             | 1    | 7    | 2     | 11    |
| Finale de Conférence le 1er déc. 2018 : Middle Tennessee 25 - 27 UAB |        |                  |      |      |       |       |

| Mid-American Conference                                                  |        |                   |      |      |       |       |
| Équipe                                                                   | Équipe | Équipe            | Conf | Conf | Total | Total |
| Équipe                                                                   | Équipe | Équipe            | V    | D    | V     | D     |
| East                                                                     |        |                   |      |      |       |       |
|                                                                          | x      | Buffalo           | 7    | 1    | 10    | 3     |
|                                                                          |        | Miami (Ohio)      | 6    | 2    | 6     | 6     |
|                                                                          |        | Ohio              | 6    | 2    | 8     | 4     |
|                                                                          |        | Akron             | 2    | 6    | 4     | 8     |
|                                                                          |        | Bowling Green     | 2    | 6    | 3     | 9     |
|                                                                          |        | Kent State        | 1    | 7    | 2     | 10    |
| West                                                                     |        |                   |      |      |       |       |
|                                                                          | x§     | Northern Illinois | 6    | 2    | 8     | 5     |
|                                                                          |        | Western Michigan  | 5    | 3    | 7     | 5     |
|                                                                          |        | Eastern Michigan  | 5    | 3    | 7     | 5     |
|                                                                          |        | Toledo            | 5    | 3    | 7     | 5     |
|                                                                          |        | Ball State        | 3    | 5    | 4     | 8     |
|                                                                          |        | Central Michigan  | 0    | 8    | 1     | 11    |
| Finale de Conférence le 30 nov. 2018 : Buffalo 29 - 30 Northern Illinois |        |                   |      |      |       |       |

| Mountain West Conference                                               |        |                 |      |      |       |       |
| Équipe                                                                 | Équipe | Équipe          | Conf | Conf | Total | Total |
| Équipe                                                                 | Équipe | Équipe          | V    | D    | V     | D     |
| Mountain                                                               |        |                 |      |      |       |       |
| #23                                                                    | x      | Boise State     | 7    | 1    | 10    | 3     |
|                                                                        |        | Utah State      | 7    | 1    | 10    | 2     |
|                                                                        |        | Wyoming         | 4    | 4    | 6     | 6     |
|                                                                        |        | Air Force       | 3    | 5    | 5     | 7     |
|                                                                        |        | Colorado State  | 2    | 6    | 3     | 9     |
|                                                                        |        | New Mexico      | 1    | 7    | 3     | 9     |
| West                                                                   |        |                 |      |      |       |       |
| #19                                                                    | x$     | Fresno State    | 7    | 1    | 11    | 2     |
|                                                                        |        | Nevada          | 5    | 3    | 7     | 5     |
|                                                                        |        | Hawaii          | 5    | 3    | 8     | 5     |
|                                                                        |        | San Diego State | 4    | 4    | 7     | 5     |
|                                                                        |        | UNLV            | 2    | 6    | 4     | 8     |
|                                                                        |        | San Jose State  | 1    | 7    | 7     | 11    |
| Finale de Conférence le 1er déc. 2018 Boise State 16 - 19 Fresno State |        |                 |      |      |       |       |

| Pacific-12 Conference                                         |        |                  |      |      |       |       |
| Équipe                                                        | Équipe | Équipe           | Conf | Conf | Total | Total |
| Équipe                                                        | Équipe | Équipe           | V    | D    | V     | D     |
| North                                                         |        |                  |      |      |       |       |
| #9                                                            | xy§    | Washington       | 7    | 2    | 10    | 3     |
| #12                                                           | x      | Washington State | 7    | 2    | 10    | 2     |
|                                                               |        | Stanford         | 6    | 3    | 8     | 4     |
|                                                               |        | Oregon           | 5    | 4    | 8     | 4     |
|                                                               |        | California       | 4    | 5    | 7     | 5     |
|                                                               |        | Oregon State     | 1    | 8    | 2     | 10    |
| South                                                         |        |                  |      |      |       |       |
| #20                                                           | xy     | Utah             | 6    | 3    | 9     | 4     |
|                                                               |        | Arizona          | 5    | 4    | 7     | 5     |
|                                                               |        | USC              | 4    | 5    | 5     | 7     |
|                                                               |        | Arizona State    | 4    | 5    | 5     | 7     |
|                                                               |        | UCLA             | 3    | 6    | 3     | 9     |
|                                                               |        | Colorado         | 2    | 7    | 5     | 7     |
| Finale de Conférence le 30 nov. 2018 : Washington 10 - 3 Utah |        |                  |      |      |       |       |

| Southeastern Conference (SEC)                                   |        |                        |      |      |       |       |
| Équipe                                                          | Équipe | Équipe                 | Conf | Conf | Total | Total |
| Équipe                                                          | Équipe | Équipe                 | V    | D    | V     | D     |
| East                                                            |        |                        |      |      |       |       |
| #6                                                              | x      | Georgia                | 7    | 1    | 11    | 2     |
| #16                                                             |        | Kentucky               | 5    | 3    | 9     | 3     |
| #10                                                             |        | Florida                | 5    | 3    | 9     | 3     |
|                                                                 |        | South Carolina         | 4    | 4    | 7     | 5     |
| #24                                                             |        | Missouri               | 4    | 4    | 8     | 4     |
|                                                                 |        | Vanderbilt             | 3    | 5    | 6     | 6     |
|                                                                 |        | Tennessee              | 2    | 6    | 5     | 7     |
| West                                                            |        |                        |      |      |       |       |
| #1                                                              | x§^    | Alabama                | 8    | 0    | 13    | 0     |
| #21                                                             |        | Texas A&M              | 5    | 3    | 8     | 4     |
| #11                                                             |        | LSU                    | 5    | 3    | 9     | 3     |
| #18                                                             |        | Mississippi State      | 4    | 4    | 8     | 4     |
|                                                                 |        | Auburn                 | 3    | 5    | 7     | 5     |
|                                                                 |        | Ole Miss (Mississippi) | 1    | 7    | 5     | 7     |
|                                                                 |        | Arkansas               | 0    | 8    | 2     | 10    |
| Finale de Conférence le 1er déc. 2018 : Georgia 28 - 35 Alabama |        |                        |      |      |       |       |

| Sun Belt Conference                                                         |        |                   |      |      |       |       |
| Équipe                                                                      | Équipe | Équipe            | Conf | Conf | Total | Total |
| Équipe                                                                      | Équipe | Équipe            | V    | D    | V     | D     |
| East                                                                        |        |                   |      |      |       |       |
|                                                                             | xy§    | Appalachian State | 7    | 1    | 10    | 2     |
|                                                                             |        | Troy              | 7    | 1    | 9     | 3     |
|                                                                             |        | Georgia Southern  | 6    | 2    | 9     | 3     |
|                                                                             |        | Coastal Carolina  | 2    | 6    | 5     | 7     |
|                                                                             |        | Georgia State     | 1    | 7    | 2     | 10    |
| West                                                                        |        |                   |      |      |       |       |
|                                                                             | xy     | Louisiana         | 5    | 3    | 7     | 6     |
|                                                                             | x      | Arkansas State    | 5    | 3    | 8     | 4     |
|                                                                             |        | Louisiana-Monroe  | 4    | 4    | 6     | 6     |
|                                                                             |        | South Alabama     | 2    | 6    | 3     | 9     |
|                                                                             |        | Texas State       | 1    | 7    | 3     | 9     |
| Finale de Conférence le 1er déc. 2018 : Appalachian State 30 - 19 Louisiana |        |                   |      |      |       |       |

| Independents |        |                     |       |       |
| Équipe       | Équipe | Équipe              | Total | Total |
| Équipe       | Équipe | Équipe              | V     | D     |
| #3           | ^      | Notre Dame          | 12    | 0     |
| #22          |        | Army                | 10    | 2     |
|              |        | Brigham Young (BYU) | 6     | 6     |
|              |        | Liberty ≈≈          | 6     | 6     |
|              |        | UMass               | 4     | 8     |
|              |        | New Mexico State    | 3     | 9     |

### Finales de conférence
| Conférences                  | Stades                                                    | Finalistes                      | Finalistes                   | Scores  |
| ---------------------------- | --------------------------------------------------------- | ------------------------------- | ---------------------------- | ------- |
| American Athletic Conference | Spectrum Stadium, Orlando (Floride)                       | #8 UCF (East)                   | Memphis (West)               | 56 - 41 |
| Atlantic Coast Conference    | Bank of America Stadium, Charlotte (Caroline du Nord)     | #2 Clemson (Atlantic)           | Pittsburgh (Coastal)         | 42 - 10 |
| Big Ten Conference           | Lucas Oil Stadium, Indianapolis (Indiana)                 | #21 Northwestern (West)         | #6 Ohio State (East)         | 24 - 45 |
| Big 12 Conference            | AT&T Stadium, Arlington (Texas)                           | #5 Oklahoma (1re tête de série) | #14 Texas (2e tête de série) | 39 - 27 |
| Conference USA               | Johnny "Red" Floyd Stadium (en), Murfreesboro (Tennessee) | Middle Tennessee (East)         | UAB (West)                   | 25 - 27 |
| Mid-American Conference      | Ford Field, Détroit (Michigan)                            | Northern Illinois (West)        | Buffalo (East)               | 30 - 29 |
| Mountain West Conference     | Albertsons Stadium, Boise (Idaho)                         | #22 Boise State (Mountain)      | #25 Fresno State (West)      | 16 - 19 |
| Pac-12 Conference            | Levi's Stadium, Santa Clara (Californie)                  | #17 Utah (South)                | #11 Washington (North)       | 30 - 10 |
| Southeastern Conference      | Mercedes-Benz Stadium, Atlanta (Géorgie)                  | #1 Alabama (West)               | #4 Georgia (East)            | 35 - 28 |
| Sun Belt Conference          | Kidd Brewer Stadium (en), Boone (Caroline du Nord)        | Louisiana (West)                | Appalachian State (East)     | 19 - 30 |

### Palmarès des conférences
| Conférence                   | Champions         |
| ---------------------------- | ----------------- |
| American Athletic Conference | UCF               |
| Atlantic Coast Conference    | Clemson           |
| Big Ten Conference           | Ohio State        |
| Big 12 Conference            | Oklahoma          |
| Conference USA               | UAB               |
| Mid-American Conference      | Northern Illinois |
| Mountain West Conference     | Fresno State      |
| Pac-12 Conference            | Washington        |
| Southeastern Conference      | Alabama           |
| Sun Belt Conference          | Appalachian State |

### Classements
| Couleur | Signification                        |
| ------- | ------------------------------------ |
| Or      | Équipe championne                    |
| Orange  | Équipe ayant participé aux play-offs |

| Place | Équipe            | V–D    |
| ----- | ----------------- | ------ |
| 1er   | Alabama           | 13 - 0 |
| 2e    | Clemson           | 12 - 0 |
| 3e    | Notre Dame        | 12 - 0 |
| 4e    | Oklahoma          | 12 - 1 |
| 5e    | Ohio State        | 12 - 1 |
| 6e    | Georgia           | 11 - 2 |
| 7e    | UCF               | 12 - 0 |
| 8e    | Michigan          | 10 - 2 |
| 9e    | Washington        | 10 - 3 |
| 10e   | Florida           | 9 - 3  |
| 11e   | LSU               | 9 - 3  |
| 12e   | Washington State  | 10 - 2 |
| 13e   | Penn State        | 9 - 3  |
| 14e   | Texas             | 9 - 4  |
| 15e   | West Virginia     | 8 - 3  |
| 16e   | Kentucky          | 9 - 3  |
| 17e   | Syracuse          | 9 - 3  |
| 18e   | Mississippi State | 8 - 4  |
| 19e   | Fresno State      | 11 - 2 |
| 20e   | Utah              | 9 - 4  |
| 21e   | Texas A&M         | 8 - 4  |
| 22e   | Army              | 10 - 2 |
| 23e   | Boise State       | 10 - 3 |
| 24e   | Missouri          | 8 - 4  |
| 25e   | Iowa State        | 8 - 4  |

| Place | Équipe           | V–D  |
| ----- | ---------------- | ---- |
| 1er   | Clemson          | 15-0 |
| 2e    | Alabama          | 14-1 |
| 3e    | Ohio State       | 13-1 |
| 4e    | Oklahoma         | 12-2 |
| 5e    | Notre-Dame       | 12-1 |
| 6e    | LSU              | 10-3 |
| 7e    | Georgia          | 11-3 |
| 7e    | Florida          | 10-3 |
| 9e    | Texas            | 10-4 |
| 10e   | Washington State | 11-2 |
| 11e   | UCF              | 12-1 |
| 12e   | Kentucky         | 10-3 |
| 13e   | Washington       | 10-4 |
| 14e   | Michigan         | 10-3 |
| 15e   | Syracuse         | 10-3 |
| 16e   | Texas A&M        | 9-4  |
| 17e   | Penn State       | 9-4  |
| 18e   | Fresno State     | 12-2 |
| 19e   | Army             | 11-2 |
| 20e   | West Virginia    | 8-4  |
| 21e   | Northwestern     | 9-5  |
| 22e   | Utah State       | 11-2 |
| 23e   | Boise State      | 10-3 |
| 24e   | Cincinnati       | 11-2 |
| 25e   | Iowa             | 9-4  |

Le classement CFP est celui qui a été établi par le Comité de Sélection du College Football Playoff.
L'évolution au fil des semaines du classement CFP (ainsi que ceux des médias AP et USA Today Coaches) peut être visualisée sur la page Classements de la saison 2018 de NCAA (football américain).

## College football playoffs
|  | Demi-finales                                                                 | Demi-finales                                                              |            |    | Finale                                                                                          | Finale                                                                                          |
|  | Demi-finales                                                                 | Demi-finales                                                              |            |    | Finale                                                                                          | Finale                                                                                          |
|  |                                                                              |                                                                           |            |    |                                                                                                 |                                                                                                 |
|  | Cotton Bowl Classic 2018 29 décembre 2018, AT&T Stadium, Arlington, Texas    | Cotton Bowl Classic 2018 29 décembre 2018, AT&T Stadium, Arlington, Texas |            |    | College Football Championship Game 2019 7 janvier 2019, Levi's Stadium, Santa Clara, Californie | College Football Championship Game 2019 7 janvier 2019, Levi's Stadium, Santa Clara, Californie |
|  | Cotton Bowl Classic 2018 29 décembre 2018, AT&T Stadium, Arlington, Texas    | Cotton Bowl Classic 2018 29 décembre 2018, AT&T Stadium, Arlington, Texas |            |    | College Football Championship Game 2019 7 janvier 2019, Levi's Stadium, Santa Clara, Californie | College Football Championship Game 2019 7 janvier 2019, Levi's Stadium, Santa Clara, Californie |
|  | #1 Alabama                                                                   | 45                                                                        |            |    | College Football Championship Game 2019 7 janvier 2019, Levi's Stadium, Santa Clara, Californie | College Football Championship Game 2019 7 janvier 2019, Levi's Stadium, Santa Clara, Californie |
|  | #1 Alabama                                                                   | 45                                                                        |            |    | College Football Championship Game 2019 7 janvier 2019, Levi's Stadium, Santa Clara, Californie | College Football Championship Game 2019 7 janvier 2019, Levi's Stadium, Santa Clara, Californie |
|  | #4 Oklahoma                                                                  | 34                                                                        |            |    | College Football Championship Game 2019 7 janvier 2019, Levi's Stadium, Santa Clara, Californie | College Football Championship Game 2019 7 janvier 2019, Levi's Stadium, Santa Clara, Californie |
|  | #4 Oklahoma                                                                  | 34                                                                        | #1 Alabama | 16 |                                                                                                 |                                                                                                 |
|  | Orange Bowl 2018 29 décembre 2018, Hard Rock Stadium, Miami Gardens, Floride |                                                                           | #1 Alabama | 16 |                                                                                                 |                                                                                                 |
|  |                                                                              | #2 Clemson                                                                | 44         |    |                                                                                                 |                                                                                                 |
|  | #2 Clemson                                                                   | #2 Clemson                                                                | 44         | 30 |                                                                                                 |                                                                                                 |
|  | #2 Clemson                                                                   |                                                                           |            | 30 |                                                                                                 |                                                                                                 |
|  | #3 Notre Dame                                                                | 3                                                                         |            |    |                                                                                                 |                                                                                                 |
|  | #3 Notre Dame                                                                | 3                                                                         |            |    |                                                                                                 |                                                                                                 |

## Bowls

### Bowls majeurs
| Bowl                                            | Date             | Lieu                                             | Équipe 1             | Équipe 2             | Score |
| ----------------------------------------------- | ---------------- | ------------------------------------------------ | -------------------- | -------------------- | ----- |
| Chick-fil-A Peach Bowl 2018                     | 29 décembre 2018 | Mercedes-Benz Stadium, Atlanta, GA               | #10 Florida (9-3)    | #7 Michigan (10-2)   | 41-15 |
| Playstation Fiesta Bowl 2019                    | 1er janvier 2019 | State Farm Stadium, Glendale, AZ                 | #8 UCF (12-0)        | #11 LSU (9-3)        | 32-40 |
| Rose Bowl presented by Northwestern Mutual 2019 | 1er janvier 2019 | Rose Bowl, Pasadena, CA                          | #9 Washington (10-3) | #6 Ohio State (12-1) | 23-28 |
| Allstate Sugar Bowl 2019                        | 1er janvier 2019 | Mercedes-Benz Superdome, La Nouvelle-Orléans, LA | #15 Texas (9-4)      | #5 Georgia (11-2)    | 28-21 |

### Autres bowls
| Bowl                                        | Date             | Lieu                                                    | Équipe 1                    | Équipe 2                    | Score  |
| ------------------------------------------- | ---------------- | ------------------------------------------------------- | --------------------------- | --------------------------- | ------ |
| New Mexico Bowl presented by Progressive    | 15 décembre 2018 | Dreamstyle Stadium Albuquerque (Nouveau-Mexique)        | North Texas (9-3)           | Utah State (10-2)           | 13-52  |
| AutoNation Cure Bowl                        | 15 décembre 2018 | Camping World Stadium Orlando (Floride)                 | Louisiana (7-6)             | Tulane (6-6)                | 24-41  |
| Mitsubishi Motors Las Vegas Bowl            | 15 décembre 2018 | Sam Boyd Stadium Las Vegas (Nevada)                     | Arizona State (7-5)         | #21 Fresno State (11-2)     | 20-31  |
| Raycom Media Camellia Bowl                  | 15 décembre 2018 | Cramton Bowl Montgomery (Alabama)                       | Georgia Southern (9-3)      | Eastern Michigan (7-5)      | 23-21  |
| R+L Carriers New-Orleans Bowl               | 15 décembre 2018 | Mercedes-Benz Superdome La Nouvelle-Orléans (Louisiane) | Middle Tennessee (8-5)      | Appalachian State (10-2)    | 13-45  |
| Cheribundi Boca Raton Bowl                  | 18 décembre 2018 | FAU Stadium Boca Raton (Floride)                        | Northern Illinois (8-5)     | UAB (10-3)                  | 13-37  |
| DXL Frisco Bowl                             | 19 décembre 2018 | Toyota Stadium Frisco (Texas)                           | Ohio (8-4)                  | San Diego State (7-5)       | 27-0   |
| Bad Boy Mowers Gasparilla Bowl              | 20 décembre 2018 | Raymond James Stadium Tampa (Floride)                   | Marshall (8-4)              | South Florida (7-5)         | 38-20  |
| Makers Wanted Bahamas Bowl                  | 21 décembre 2018 | Thomas Robinson Stadium Nassau (Bahamas)                | Florida International (8-4) | Toledo (7-5)                | 35-32  |
| Famous Idaho Potato Bowl                    | 21 décembre 2018 | Albertsons Stadium Boise (Idaho)                        | Western Michigan (7-5)      | BYU (6-6)                   | 18-49  |
| Jared Birmingham Bowl                       | 22 décembre 2018 | Legion Field Birmingham (Alabama)                       | Wake Forest (6-6)           | Memphis (8-5)               | 37-34  |
| Lockheed Martin Armed Forces Bowl           | 22 décembre 2018 | Amon G. Carter Stadium Fort Worth (Texas)               | Army (10-2)                 | Houston (8-4)               | 70-14  |
| Dollar General Bowl                         | 22 décembre 2018 | Ladd Peebles Stadium Mobile (Alabama)                   | Troy (9-3)                  | Buffalo (10-3)              | 42-32  |
| SoFi Hawaii Bowl                            | 22 décembre 2018 | Aloha Stadium Honolulu (Hawaï)                          | Louisiana Tech (7-5)        | Hawaii (8-5)                | 31-14  |
| Servpro First Responder Bowl                | 26 décembre 2018 | Cotton Bowl Dallas (Texas)                              | Boston College (7-5)        | #25 Boise State (10-3)      | Annulé |
| Quick Lane Bowl                             | 26 décembre 2018 | Ford Field Detroit (Michigan)                           | Minnesota (6-6)             | Georgia Tech (7-5)          | 34-10  |
| Cheez-It Bowl                               | 26 décembre 2018 | Chase Field Phoenix (Arizona)                           | California (7-5)            | TCU (6-6)                   | 07ET10 |
| Walk-On's Independence Bowl                 | 27 décembre 2018 | Independence Stadium Shreveport (Louisiane)             | Duke (7-5)                  | Temple (8-4)                | 56-27  |
| New Era Pinstripe Bowl                      | 27 décembre 2018 | Yankee Stadium Bronx, New York (New York)               | Miami (7-5)                 | Wisconsin (7-5)             | 03-35  |
| Academy Sports + Outdoors Texas Bowl        | 27 décembre 2018 | NRG Stadium Houston (Texas)                             | Baylor (6-6)                | Vanderbilt (6-6)            | 45-38  |
| Franklin American Mortgage Music City Bowl  | 28 décembre 2018 | Nissan Stadium Nashville (Tennessee)                    | Purdue (6-6)                | Auburn (7-5)                | 14-63  |
| Camping World Bowl                          | 28 décembre 2018 | Camping World Stadium Orlando (Floride)                 | #20 Syracuse (9-3)          | #16 West Virginia (8-3)     | 34-18  |
| Valero Alamo Bowl                           | 28 décembre 2018 | Alamodome San Antonio (Texas)                           | #24 Iowa State (8-4)        | #13 Washington State (10-2) | 26-28  |
| Belk Bowl                                   | 29 décembre 2018 | Bank of America Stadium Charlotte (Caroline du Nord)    | Virginia (7-5)              | South Carolina (7-5)        | 28-0   |
| Nova Home Loans Arizona Bowl                | 29 décembre 2018 | Arizona Stadium Tucson (Arizona)                        | Arkansas State (8-4)        | Nevada (7-5)                | 13ET16 |
| Military Bowl presented by Northrop Grumman | 31 décembre 2018 | Navy-Marine Corps Memorial Stadium Annapolis (Maryland  | Virginia Tech (6-6)         | Cincinnati (10-2)           | 31-35  |
| Hyundai Sun Bowl                            | 31 décembre 2018 | Sun Bowl Stadium El Paso (Texas)                        | Stanford (8-4)              | Pittsburgh (7-6)            | 14-13  |
| Redbox Bowl                                 | 31 décembre 2018 | Levi's Stadium Santa Clara (Californie)                 | Oregon (8-4)                | Michigan State (7-5)        | 07-06  |
| Autozone Liberty Bowl                       | 31 décembre 2018 | Liberty Bowl Memorial Stadium Memphis (Tennessee)       | Oklahoma State (6-6)        | #23 Missouri (8-4)          | 38-33  |
| San Diego County Credit Union Holiday Bowl  | 31 décembre 2018 | SDCCU Stadium San Diego (Californie)                    | #17 Utah                    | #22 Northwestern (8-5)      | 20-31  |
| TaxSlayer Gator Bowl                        | 31 décembre 2018 | TIAA Bank Field Jacksonville (Floride)                  | NC State (9-3)              | #19 Texas A&M (8-4)         | 13-52  |
| Outback Bowl                                | 1er janvier 2019 | Raymond James Stadium Tampa (Floride)                   | Iowa (8-4)                  | #18 Mississippi State (8-4) | 27-22  |
| VRBO Citrus Bowl                            | 1er janvier 2019 | Camping World Stadium Orlando (Floride)                 | #14 Kentucky                | #12 Penn State              | 27-24  |

### Statistiques des bowls par conférences
| Conférence     | # de Bowls |
| -------------- | ---------- |
| SEC            | 11         |
| ACC            | 11         |
| Conference USA | 6          |
| Pac-12         | 7          |
| Big Ten        | 9          |
| Big 12         | 7          |
| AAC            | 7          |
| Mountain West  | 6          |
| MAC            | 6          |
| Sun Belt       | 5          |
| Indépendants   | 3          |

## Récompenses

### Trophée Heisman
Le Trophée Heisman récompense le joueur universitaire «le plus remarquable».
| Joueurs finalistes | Équipes                   | Postes | Points |
| ------------------ | ------------------------- | ------ | ------ |
| Kyler Murray       | Sooners de l'Oklahoma     | QB     | 2 167  |
| Tua Tagovailoa     | Crimson Tide de l'Alabama | QB     | 1 871  |
| Dwayne Haskins     | Buckeyes d'Ohio State     | QB     | 783    |

### Autres trophées
| - Archie Griffin Award (en) (MVP) : - Trevor Lawrence, QB, Tigers de Clemson - Trophée Associated Press (meilleur joueur de la saison) : - Kyler Murray, QB, Oklahoma - Chic Harley Award (meilleur joueur de la saison) : - Dwayne Haskins, QB, Ohio State - Maxwell Award (meilleur joueur de la saison) : - Tua Tagovailoa, QB, Alabama - Trophée Sporting News (meilleur joueur de la saison) : - Tua Tagovailoa, QB, Alabama - Walter Camp Award (meilleur joueur de la saison) : - Tua Tagovailoa, QB, Alabama - Burlsworth Trophy (meilleur joueur ayant commencé sa carrière NCAA comme « walk-on ») : - Hunter Renfrow, WR, Clemson - Paul Hornung Award : - Rondale Moore (en), WR/RS, Boilermakers de Purdue - Campbell Trophy : - Christian Wilkins, DT, Clemson - Wuerffel Trophy : - Drue Tranquill (en), LB, Fighting Irish de Notre Dame Quarterback : - Davey O'Brien Award (meilleur quarterback) : - Kyler Murray, Sooners de l'Oklahoma - Johnny Unitas Award (meilleur quarterback senior/4e année) : - Gardner Minshew Cougars de Washington State - Kellen Moore Award (meilleur quarterback): - Dwayne Haskins, Ohio State - Manning Award (meilleur quarterback) : - Kyler Murray, Oklahoma - Sammy Baugh Trophy (meilleur quarterback à la passe) : - Dwayne Haskins, Ohio State Running-back - Doak Walker Award (running-back) : Finalistes : - Jonathan Taylor, Badgers du Wisconsin - Jim Brown Trophy (running-back) : - Darrell Henderson (en), Tigers de Memphis Wide-receiver - Fred Biletnikoff Award (wide-receiver) : - Jerry Jeudy, Crimson Tide de l'Alabama - Paul Warfield Trophy (wide-receiver) : - Rondale Moore, Purdue Tight-end - John Mackey Award (tight-end) : Finalistes : - T. J. Hockenson, Hawkeyes de l'Iowa - Award Ozzie Newsome (tight-end): - T. J. Hockenson, Iowa | Lineman - Dave Rimington Trophy (center) : - Garrett Bradbury (en), Wolfpack de North Carolina State - Trophée Jim Parker (offensive lineman) : - Jonah Williams, OT, Alabama - Bronko Nagurski Trophy (meilleur joueur défensif) : - Josh Allen, LB, Wildcats du Kentucky - Chuck Bednarik Award (meilleur joueur défensif) : - Josh Allen, Kentucky - Trophée Lott (meilleur impact defensif) : - Josh Allen, Kentucky Defensive line - Bill Willis Award (defensive lineman) : - Quinnen Williams, Crimson Tide de l'Alabama - Dick Butkus Award (linebacker) : - Devin White, Tigers de LSU - Jack Lambert Trophy (linebacker) : - Josh Allen, Kentucky - Ted Hendricks Award (defensive-end) : - Clelin Ferrell, Tigers de Clemson Defensive-back - Jim Thorpe Award (defensive-back) : Finalistes : - Deandre Baker (en), Bulldogs de la Géorgie - Jack Tatum Trophy (defensive-back) : - Grant Delpit, LSU - Lou Groza Award (kicker) : - Andre Szmyt (en), Orange de Syracuse - Vlade Award (kicker) : - Andre Szmyt, Syracuse - Ray Guy Award (punter) : - Braden Mann (en), Aggies du Texas - Jet Award (spécialiste des retours) : - Savon Scarver, Aggies d'Utah State Autres prix - Trophée Outland (meilleur joueur de ligne intérieur, offensif ou défensif) : - Quinnen Williams, Alabama - Peter Mortell Award (holder) : - Mac Loudermilk, Knights d'UCF |